# 常呂郡
- 令制国一覧 > 北海道 (令制) > 北見国 > 常呂郡
- 日本 > 北海道 > オホーツク総合振興局 > 常呂郡

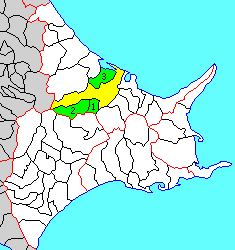
北海道常呂郡の位置（1.訓子府町 2.置戸町 3.佐呂間町 黄：明治期）

常呂郡（ところぐん）は、北海道（北見国）オホーツク総合振興局の郡。
人口11,529人、面積1,123.16km²、人口密度10.3人/km²。（2025年6月30日、住民基本台帳人口）
以下の3町を含む。
- 訓子府町（くんねっぷちょう）
- 置戸町（おけとちょう）
- 佐呂間町（さろまちょう）

## 郡域
1879年（明治12年）に行政区画として発足した当時の郡域は、概ね上記3町に北見市を加えた区域にあたる。後に紋別郡との間で境界変更が行われている。

## 歴史

### 郡発足までの沿革
江戸時代の常呂郡域は西蝦夷地に属し、当初は松前藩によって開かれたソウヤ場所に含まれたが、その後分立したモンベツ場所に属した。
江戸時代後期になると、南下政策を強力に進めるロシアの脅威に備え文化4年常呂郡域は天領とされた。文政4年には一旦松前藩領に復したものの、安政2年再び天領となり会津藩が警固をおこない、同6年の6藩分領にともない会津藩領となった。戊辰戦争（箱館戦争）終結直後の1869年8月15日、大宝律令の国郡里制を踏襲して常呂郡が置かれた。
また、常呂郡では北見温泉や温根湯温泉などが古くから知られている。

### 郡発足以降の沿革
- 明治2年

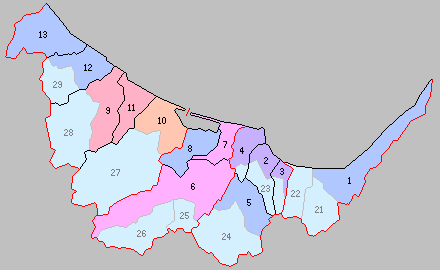
北海道一・二級町村制施行時の常呂郡の町村（6.野付牛村 7.常呂村 8.鐺沸村 桃：北見市 青：区域が発足時と同じ町村 水色：分立して現存する町村 25.訓子府村 26.置戸村）

  - 8月15日（1869年9月20日） - 北海道で国郡里制が施行され、北見国および常呂郡が設置される。開拓使が管轄。
  - 8月28日（1869年10月4日） - 広島藩の領地となる（北海道の分領支配）。
- 明治3年10月 - 再び開拓使の管轄となる。
- 明治5年
  - 4月9日（1872年5月15日） - 全国一律に戸長・副戸長を設置（大区小区制）。
  - 10月10日（1872年11月10日） - 4月に設置された区を大区と改称し、その下に旧来の町村をいくつかまとめて小区を設置（大区小区制）。
  - 同年、ノツケウシ村、モイコツネイ村、トコロ村、チイウシ村、フトチヤナヘ村、テシマナヒ村、トウフツ村が成立。
- 明治8年（1875年）- 各村名に漢字を当て、野付牛村、生顔常村、常呂村、少牛村、太茶苗村、手師学村、鐺沸村とする。
- 明治9年（1876年）9月 - 従来開拓使において随意定めた大小区画を廃し、新たに全道を30の大区に分ち、大区の下に166の小区を設けた。

- 第27大区
  - 3小区 ： 常呂村、少牛村、鐺沸村、生顔常村、太茶苗村、野付牛村、手師学村

- 明治12年（1879年）7月23日 - 郡区町村編制法の北海道での施行により、行政区画としての常呂郡が発足。
- 明治13年（1880年）7月 - 網走郡外三郡役所（網走斜里常呂紋別郡役所）の管轄となる。
- 明治15年（1882年）2月8日 - 廃使置県により根室県の管轄となる。
- 明治19年（1886年）
  - 1月26日 - 廃県置庁により北海道庁根室支庁の管轄となる。
  - 2月 - 根室支庁が廃止。
- 明治30年（1897年）11月5日 - 郡役所が廃止され、網走支庁の管轄となる。
- 明治42年（1909年）4月1日 - 北海道二級町村制の施行により、野付牛村、生顔常村の区域をもって野付牛村（二級村）が発足。（1村）
- 大正4年（1915年）
  - 4月1日（5村）
    - 野付牛村の一部（大字生顔常村の一部）が分立して置戸村（二級村）、一部が分立して武華村（二級村）がそれぞれ発足。
    - 野付牛村が北海道一級町村制を施行。
    - 北海道二級町村制の施行により、以下の町村が発足。
      - 常呂村（二級村） ← 常呂村、少牛村、太茶苗村、手師学村（現・北見市）
      - 鐺沸村（二級村、単独村制、現・佐呂間町）

  - 11月1日 - 鐺沸村が一部（大字鐺沸）を常呂村に編入のうえ改称して佐呂間村となる。
- 大正5年（1916年）4月1日 - 野付牛村が常呂村の一部（大字少牛村・手師学村の各一部）を編入して野付牛町（一級町）が発足。（1町4村）
- 大正9年（1920年）6月1日 - 置戸村の一部が分立して訓子府村（二級村）が発足。（1町5村）
- 大正10年（1921年）
  - 4月1日 - 野付牛町の一部が分立して相内村（二級村）、一部が分立して端野村（二級村）が発足。（1町7村）
  - 6月15日 - 武華村が町制施行・改称して留辺蘂町（二級町）となる。（2町6村）
- 昭和4年（1929年）4月1日 - 相内村・端野村が北海道一級町村制を施行。
- 昭和13年（1938年）4月1日 - 留辺蘂町が北海道一級町村制を施行。
- 昭和17年（1942年）6月10日 - 野付牛町が市制施行・改称して北見市となり、郡より離脱。（1町6村）
- 昭和18年（1943年）
  - 4月1日 - 佐呂間村が北海道一級町村制を施行。
  - 6月1日 - 北海道一・二級町村制が廃止され、北海道で町村制を施行。二級町村は指定町村となる。
- 昭和21年（1946年）10月5日 - 指定町村を廃止。
- 昭和22年（1947年）5月3日 - 地方自治法の施行により北海道網走支庁の管轄となる。
- 昭和23年（1948年）4月1日 - 佐呂間村の一部が分立して若佐村が発足。（1町7村）
- 昭和25年（1950年）
  - 1月1日 - 置戸村が町制施行して置戸町となる。（2町6村）
  - 11月1日 - 常呂村が町制施行して常呂町となる。（3町5村）
  - 11月15日 - 佐呂間村が紋別郡下湧別村の一部（字床丹）を編入。
- 昭和26年（1951年）11月1日 - 訓子府村が町制施行して訓子府町となる。（4町4村）
- 昭和28年（1953年）4月1日 - 佐呂間村が町制施行して佐呂間町となる。（5町3村）
- 昭和31年（1956年）
  - 9月30日（5町1村）
    - 相内村が北見市に編入。
    - 佐呂間町と若佐村が合併し、改めて佐呂間町が発足。
- 昭和36年（1961年）9月1日 - 端野村が町制施行して端野町となる。（6町）
- 平成18年（2006年）3月5日 - 端野町・留辺蘂町・常呂町が北見市と合併し、改めて北見市が発足、郡より離脱。（3町）
- 平成22年（2010年）4月1日 - 網走支庁が廃止され、オホーツク総合振興局の管轄となる。